# Air Merah (Malin Deman)
Air Merah is een bestuurslaag in het regentschap Muko-Muko van de provincie Bengkulu, Indonesië. Air Merah telt 760 inwoners (volkstelling 2010).